# Verwensing
Een verwensing is een uitdrukking, gewoonlijk een uitroep, waarmee de spreker een ander, gewoonlijk de aangesprokene, iets naars toewenst of een vernederend bevel geeft.
In de zuiverste en meest directe vorm is een verwensing een doodswens of een wens tot een zware ziekte: Val dood, stik, of krijg de kanker/tering/tyfus. Het verwensen met ziekten is typisch Nederlands. Deze uitdrukkingen zijn ontstaan in de tijd dat deze aandoeningen nog niet te genezen en altijd dodelijk waren; ze zijn dus in hoge mate haatdragend.
Een ander soort verwensing is de grappig of eufemistisch bedoelde, verbasterde verwensing. Men kan de aangesprokene bijvoorbeeld een dierenziekte toewensen (Krijg de kouwe kippenkoorts) of een niet-bestaande ziekte, of een absurde situatie (Krijg nou tieten!, vaak gebruikt als uitroep van verbazing), of de verwensing zo lang maken dat ze van middel tot doel wordt (Krijg de overmaassehazenwindhondenpestpokkentyfustouwtering). Men kan natuurlijk ook iemand schijnbaar iets goeds toewensen maar in die wens iets vervelends verbergen (Dat je maar heel oud mag worden, vannacht nog!).
Buiten Nederland zijn andere soorten verwensingen gebruikelijker: daar wordt de aangesprokene gevraagd iets vernederends te doen. Het Engelse "fuck you" is daar een voorbeeld van. Dit soort verwensingen, die overigens ook in Vlaanderen overheersen, bevatten vaak de woorden "kus" of "lik": Kus mijn botten, Lik mijn reet.
De verwensing dient niet met het scheldwoord, de vloek of de belediging verward te worden.